# Scambus indicus
Scambus indicus là một loài tò vò trong họ Ichneumonidae.